# Lucrezia Ordelaffi
Lucrezia Ordelaffi (Forlì, 20 settembre 1389 – Forlì, 19 ottobre 1404) è stata una nobile italiana.

## Biografia
Figlia di Francesco III Ordelaffi, signore di Forlì, e di Caterina Gonzaga; nel novembre 1403 sposò Andrea Malatesta, signore di Cesena
Non tollerando che il padre, di malferma salute, lasciasse lo stato nelle mani del fratello bastardo Antonio, cercò di rovesciare la signoria impossessandosi, con l'aiuto del marito, della rocca di Ravaldino, fortezza di famiglia. 
Scoperte le sue trame dal padre, fu da questi fatta avvelenare nel 1404, il 19 ottobre o, secondo altre fonti, il 17 novembre, ancora convalescente dal recente parto dell'unica figlia Laura (conosciuta come Parisina).

## Ascendenza
|                                                  |                                                  |                                                     | Genitori                                         |  |  | Nonni |  |  | Bisnonni                                 |  |  | Trisnonni           |  |
|                                                  |                                                  |                                                     |                                                  |  |  |       |  |  | Francesco II Ordelaffi, signore di Forlì |  |  | Sinibaldo Ordelaffi |  |
|                                                  |                                                  |                                                     |                                                  |  |  |       |  |  | Francesco II Ordelaffi, signore di Forlì |  |  | Sinibaldo Ordelaffi |  |
|                                                  |                                                  | Onestina Calboli                                    |                                                  |  |  |       |  |  | Francesco II Ordelaffi, signore di Forlì |  |  |                     |  |
| Giovanni Ordelaffi                               |                                                  |                                                     |                                                  |  |  |       |  |  | Francesco II Ordelaffi, signore di Forlì |  |  |                     |  |
|                                                  |                                                  | Marzia Ubaldini                                     | Vanni Ubaldini, signore di Susinana              |  |  |       |  |  |                                          |  |  |                     |  |
|                                                  |                                                  | Marzia Ubaldini                                     | Vanni Ubaldini, signore di Susinana              |  |  |       |  |  |                                          |  |  |                     |  |
|                                                  |                                                  | Marzia Ubaldini                                     | Andrea Pagani                                    |  |  |       |  |  |                                          |  |  |                     |  |
| Francesco III Ordelaffi, signore di Forlì        |                                                  | Marzia Ubaldini                                     |                                                  |  |  |       |  |  |                                          |  |  |                     |  |
|                                                  |                                                  | Malatesta III Malatesta, signore di Pesaro e Rimini | Pandolfo I Malatesta, signore di Pesaro e Rimini |  |  |       |  |  |                                          |  |  |                     |  |
|                                                  |                                                  | Malatesta III Malatesta, signore di Pesaro e Rimini | Pandolfo I Malatesta, signore di Pesaro e Rimini |  |  |       |  |  |                                          |  |  |                     |  |
|                                                  |                                                  | Malatesta III Malatesta, signore di Pesaro e Rimini | Taddea da Rimini                                 |  |  |       |  |  |                                          |  |  |                     |  |
| Taddea Malatesta                                 |                                                  | Malatesta III Malatesta, signore di Pesaro e Rimini |                                                  |  |  |       |  |  |                                          |  |  |                     |  |
|                                                  |                                                  | Costanza Ondedei                                    | …                                                |  |  |       |  |  |                                          |  |  |                     |  |
|                                                  |                                                  | Costanza Ondedei                                    | …                                                |  |  |       |  |  |                                          |  |  |                     |  |
|                                                  |                                                  | Costanza Ondedei                                    | …                                                |  |  |       |  |  |                                          |  |  |                     |  |
| Lucrezia Ordelaffi                               |                                                  | Costanza Ondedei                                    |                                                  |  |  |       |  |  |                                          |  |  |                     |  |
|                                                  | Feltrino Gonzaga, signore di Novellara e Bagnolo | Luigi I Gonzaga, signore di Mantova                 |                                                  |  |  |       |  |  |                                          |  |  |                     |  |
|                                                  | Feltrino Gonzaga, signore di Novellara e Bagnolo | Luigi I Gonzaga, signore di Mantova                 |                                                  |  |  |       |  |  |                                          |  |  |                     |  |
|                                                  | Feltrino Gonzaga, signore di Novellara e Bagnolo | Richilda Ramberti                                   |                                                  |  |  |       |  |  |                                          |  |  |                     |  |
| Guido II Gonzaga, signore di Novellara e Bagnolo | Feltrino Gonzaga, signore di Novellara e Bagnolo |                                                     |                                                  |  |  |       |  |  |                                          |  |  |                     |  |
|                                                  |                                                  | Antonia da Correggio                                | Guido IV, signore di Correggio                   |  |  |       |  |  |                                          |  |  |                     |  |
|                                                  |                                                  | Antonia da Correggio                                | Guido IV, signore di Correggio                   |  |  |       |  |  |                                          |  |  |                     |  |
|                                                  |                                                  | Antonia da Correggio                                | Guidaccia della Palù                             |  |  |       |  |  |                                          |  |  |                     |  |
| Caterina Gonzaga di Novellara                    |                                                  | Antonia da Correggio                                |                                                  |  |  |       |  |  |                                          |  |  |                     |  |
|                                                  |                                                  | Malatesta III Malatesta, signore di Rimini          | Pandolfo I Malatesta, signore di Pesaro e Rimini |  |  |       |  |  |                                          |  |  |                     |  |
|                                                  |                                                  | Malatesta III Malatesta, signore di Rimini          | Pandolfo I Malatesta, signore di Pesaro e Rimini |  |  |       |  |  |                                          |  |  |                     |  |
|                                                  |                                                  | Malatesta III Malatesta, signore di Rimini          | Taddea da Rimini                                 |  |  |       |  |  |                                          |  |  |                     |  |
| Ginevra Malatesta                                |                                                  | Malatesta III Malatesta, signore di Rimini          |                                                  |  |  |       |  |  |                                          |  |  |                     |  |
|                                                  |                                                  | Costanza Ondedei                                    | …                                                |  |  |       |  |  |                                          |  |  |                     |  |
|                                                  |                                                  | Costanza Ondedei                                    | …                                                |  |  |       |  |  |                                          |  |  |                     |  |
|                                                  |                                                  | Costanza Ondedei                                    | …                                                |  |  |       |  |  |                                          |  |  |                     |  |
|                                                  |                                                  | Costanza Ondedei                                    |                                                  |  |  |       |  |  |                                          |  |  |                     |  |